# 1494
Il 1494 (MCDXCIV in numeri romani) è un anno  del XV secolo.

## Eventi
- 2 gennaio – Dopo la distruzione del primo avamposto sull'isola di Hispaniola, Cristoforo Colombo ne fa costruire uno nuovo, battezzandolo Isabella;
- 25 gennaio – Alfonso II diviene Re di Napoli;
- 29 aprile – Alle ore 23 si verifica il Miracolo del Sangue sulla facciata della chiesa di Re in Val Vigezzo;
- 3 maggio – Cristoforo Colombo è il primo Europeo a scoprire la Giamaica;
- 2 giugno – Spagna e Portogallo firmano il Trattato di Tordesillas, che stabilisce la raya, cioè la linea di separazione tra le loro rispettive colonie nel Nuovo Mondo fissata a 370 leghe ad ovest delle isole Capo Verde. Grazie a questa divisione il Portogallo ottiene il diritto di possedere e colonizzare il Brasile.
- 3 settembre – Prima guerra d'Italia: Sollecitato da Ludovico il Moro, Carlo VIII di Francia scende in Italia per rivendicare i propri diritti sul regno di Napoli, strappato dagli Aragonesi agli Angioini. È l'inizio delle devastanti Guerre d'Italia.[1]
- 5 settembre - 8 settembre – Battaglia di Rapallo: Mercenari svizzeri, coi loro alleati genovesi e milanesi guidati da Luigi d'Orleans sconfiggono le forze aragonesi guidate da Giulio Orsini.
- 20 ottobre - 21 ottobre – Sacco di Mordano: Le truppe del Regno di Francia e del Ducato di Milano assedia ed espugna la città di Mordano. La Signoria di Imola e Forlì abbandona l'alleanza con il Regno di Napoli per quella con il Regno di Francia e il Ducato di Milano.
- 22 ottobre – Ludovico Sforza diviene Duca di Milano.
- 9 novembre – Rivolta di Pisa e conseguente nascita della Seconda Repubblica Pisana.
- 31 dicembre – le truppe francesi comandate dal re Carlo VIII entrano a Roma.

## Nati
- 2 febbraio - Bona Sforza, italiana († 1557)
- 4 febbraio - Jean de la Valette, condottiero e presbitero francese († 1568)
- 11 febbraio - Takeda Nobutora, militare giapponese († 1574)
- 1º marzo - Francesco da Sangallo, scultore italiano († 1576)
- 1º marzo - Bacchiacca, pittore italiano († 1557)
- 8 marzo - Rosso Fiorentino, pittore italiano († 1540)
- 24 marzo - Georg Agricola, scienziato e mineralogista tedesco († 1555)
- 20 aprile - Johannes Agricola, umanista e teologo tedesco († 1566)
- 20 aprile - Aloisio Gonzaga, condottiero italiano († 1549)
- 24 maggio - Pontormo, pittore italiano († 1557)
- 12 settembre - Francesco I di Francia, re francese († 1547)
- 16 settembre - Francesco Maurolico, matematico, astronomo e storico italiano († 1575)
- 28 ottobre - Fabrizio Maramaldo, condottiero italiano († 1552)
- 5 novembre - Hans Sachs, poeta e drammaturgo tedesco († 1576)
- 6 novembre - Solimano il Magnifico, sultano ottomano († 1566)
- 20 dicembre - Oronzio Fineo, matematico, cartografo e astrologo francese († 1555)
- 25 dicembre - Antonia di Borbone-Vendôme, nobildonna († 1583)
- Pietro IV Alighieri, nobile e politico italiano († 1546)
- Alonso Álvarez de Pineda, esploratore e cartografo spagnolo († 1519)
- Matthias Apiarius, tipografo, editore e compositore svizzero († 1554)
- Ubaldino Bandinelli, vescovo cattolico italiano († 1551)
- David Beaton, cardinale scozzese († 1546)
- Giovanni Bernardi, incisore, medaglista e orafo italiano († 1553)
- Renata di Borbone-Montpensier, principessa francese († 1539)
- Santi Buglioni, scultore italiano († 1576)
- Antonio Cappello, politico italiano († 1565)
- Domenico Capriolo, pittore italiano († 1528)
- Jacopo da Diacceto, letterato e scrittore italiano († 1522)
- Martin Frecht, teologo tedesco († 1556)
- Giannandrea Giustiniani Longo, doge († 1554)
- Alessandro Gonzaga, condottiero italiano († 1527)
- Marco Grimani, patriarca cattolico italiano († 1544)
- Christina Gyllenstierna, nobile svedese († 1559)
- Gaspar Hedio, storico e teologo tedesco († 1552)
- Ambrosius Holbein, pittore e incisore tedesco († 1519)
- Luca da Leida, pittore e incisore olandese († 1533)
- Antonio II Martinengo di Padernello, militare italiano († 1528)
- Jean Parmentier, navigatore, cartografo e poeta francese († 1529)
- Pierre Attaignant, editore musicale e compositore francese
- Francesco Pisani, cardinale e vescovo cattolico italiano († 1570)
- Francesco Priscianese, umanista italiano
- Niccolò Ragnina, letterato italiano († 1582)
- Saitō Dōsan, militare giapponese († 1556)
- Giovan Francesco da Sangallo, scultore e architetto italiano († 1576)
- Claude de la Sengle, militare francese († 1557)
- Domingo de Soto, presbitero, filosofo e teologo spagnolo († 1560)
- Massimiliano Stampa, nobile italiano († 1552)
- Hans Tausen, teologo danese († 1561)
- Cristóbal de Molina el almagrista, religioso e scrittore spagnolo († 1580)
- Konrad von Boyneburg, condottiero tedesco († 1567)

## Morti
- 11 gennaio - Domenico Ghirlandaio, pittore italiano (n. 1449)
- 25 gennaio - Ferdinando I di Napoli, sovrano italiano (n. 1423)
- 25 gennaio - Arcangela Girlani, religiosa italiana (n. 1460)
- 4 febbraio - Jurij Drohobyč, filosofo, astrologo e scrittore ucraino (n. 1450)
- 22 aprile - Philippe de Crèvecœur d'Esquerdes, generale francese (n. 1418)
- 26 maggio - Johann Freitag von Loringhoven (n. 1430)
- 14 giugno - Boccolino Guzzoni, condottiero italiano
- 1º luglio - Giovanni III Crispo, duca
- 8 luglio - Niccolò Pallavicino, condottiero italiano
- 24 luglio - Antonio dell'Aquila, religioso italiano
- 1º agosto - Giovanni Santi, pittore italiano
- 11 agosto - Hans Memling, pittore tedesco
- 14 agosto - Giacomo di Brézé, francese
- 28 settembre - Bernardino da Feltre, presbitero e francescano italiano (n. 1439)
- 29 settembre - Agnolo Poliziano, poeta, umanista e filologo classico italiano (n. 1454)
- 13 ottobre - Isabella Stuart, principessa scozzese (n. 1426)
- 17 ottobre - Giacomino da San Giorgio, giurista italiano
- 21 ottobre - Gian Galeazzo Maria Sforza, duca italiano (n. 1469)
- 8 novembre - Melozzo da Forlì, pittore e architetto italiano (n. 1438)
- 16 novembre - Theda Ukena, nobildonna tedesca (n. 1432)
- 17 novembre - Giovanni Pico della Mirandola, umanista e filosofo italiano (n. 1463)
- 19 dicembre - Matteo Maria Boiardo, poeta e letterato italiano (n. 1441)
- Leonardo Alagon, politico italiano (n. 1436)
- Giovanni Alidosi, nobile italiano (n. 1420)
- Giosafat Barbaro, diplomatico, esploratore e politico italiano (n. 1413)
- Nicolò Barbaro, storico italiano (n. 1420)
- Andrea Bellunello, pittore italiano
- Bonifacio III del Monferrato, marchese (n. 1424)
- Anequin de Egas, architetto olandese
- Lamberto Grimaldi, sovrano monegasco (n. 1420)
- Conrad Grünenberg, cavaliere medievale tedesco
- Ippolito del Donzello, pittore e architetto italiano (n. 1456)
- Giacomo de Luciis, vescovo cattolico e letterato italiano
- Marco Probo Mariano, poeta e vescovo cattolico italiano (n. 1455)
- Marino Marzano, nobile italiano (n. 1420)
- Giorgio Merula, filologo, storico e umanista italiano (n. 1430)
- Caterina di Navarra, nobile francese (n. 1455)
- Niccolò dell'Arca, scultore italiano
- Francesco Patrizi, scrittore, politico e vescovo cattolico italiano (n. 1413)
- Pietro Guido II Torelli, conte
- Lucchino Trotti, vescovo cattolico italiano

## Calendario
| Calendario 1494 | Calendario 1494 | Calendario 1494 | Calendario 1494 | Calendario 1494 | Calendario 1494 | Calendario 1494 | Calendario 1494 | Calendario 1494 | Calendario 1494 | Calendario 1494 | Calendario 1494 | Calendario 1494 | Calendario 1494 | Calendario 1494 | Calendario 1494 | Calendario 1494 | Calendario 1494 | Calendario 1494 | Calendario 1494 | Calendario 1494 | Calendario 1494 | Calendario 1494 | Calendario 1494 | Calendario 1494 | Calendario 1494 | Calendario 1494 | Calendario 1494 | Calendario 1494 | Calendario 1494 | Calendario 1494 | Calendario 1494 | Calendario 1494 |
| --------------- | --------------- | --------------- | --------------- | --------------- | --------------- | --------------- | --------------- | --------------- | --------------- | --------------- | --------------- | --------------- | --------------- | --------------- | --------------- | --------------- | --------------- | --------------- | --------------- | --------------- | --------------- | --------------- | --------------- | --------------- | --------------- | --------------- | --------------- | --------------- | --------------- | --------------- | --------------- | --------------- |
|                 | 1               | 2               | 3               | 4               | 5               | 6               | 7               | 8               | 9               | 10              | 11              | 12              | 13              | 14              | 15              | 16              | 17              | 18              | 19              | 20              | 21              | 22              | 23              | 24              | 25              | 26              | 27              | 28              | 29              | 30              | 31              |                 |
| Gennaio         | Me              | Gi              | Ve              | Sa              | Do              | Lu              | Ma              | Me              | Gi              | Ve              | Sa              | Do              | Lu              | Ma              | Me              | Gi              | Ve              | Sa              | Do              | Lu              | Ma              | Me              | Gi              | Ve              | Sa              | Do              | Lu              | Ma              | Me              | Gi              | Ve              |                 |
| Febbraio        | Sa              | Do              | Lu              | Ma              | Me              | Gi              | Ve              | Sa              | Do              | Lu              | Ma              | Me              | Gi              | Ve              | Sa              | Do              | Lu              | Ma              | Me              | Gi              | Ve              | Sa              | Do              | Lu              | Ma              | Me              | Gi              | Ve              |                 |                 |                 |                 |
| Marzo           | Sa              | Do              | Lu              | Ma              | Me              | Gi              | Ve              | Sa              | Do              | Lu              | Ma              | Me              | Gi              | Ve              | Sa              | Do              | Lu              | Ma              | Me              | Gi              | Ve              | Sa              | Do              | Lu              | Ma              | Me              | Gi              | Ve              | Sa              | Do              | Lu              |                 |
| Aprile          | Ma              | Me              | Gi              | Ve              | Sa              | Do              | Lu              | Ma              | Me              | Gi              | Ve              | Sa              | Do              | Lu              | Ma              | Me              | Gi              | Ve              | Sa              | Do              | Lu              | Ma              | Me              | Gi              | Ve              | Sa              | Do              | Lu              | Ma              | Me              |                 |                 |
| Maggio          | Gi              | Ve              | Sa              | Do              | Lu              | Ma              | Me              | Gi              | Ve              | Sa              | Do              | Lu              | Ma              | Me              | Gi              | Ve              | Sa              | Do              | Lu              | Ma              | Me              | Gi              | Ve              | Sa              | Do              | Lu              | Ma              | Me              | Gi              | Ve              | Sa              |                 |
| Giugno          | Do              | Lu              | Ma              | Me              | Gi              | Ve              | Sa              | Do              | Lu              | Ma              | Me              | Gi              | Ve              | Sa              | Do              | Lu              | Ma              | Me              | Gi              | Ve              | Sa              | Do              | Lu              | Ma              | Me              | Gi              | Ve              | Sa              | Do              | Lu              |                 |                 |
| Luglio          | Ma              | Me              | Gi              | Ve              | Sa              | Do              | Lu              | Ma              | Me              | Gi              | Ve              | Sa              | Do              | Lu              | Ma              | Me              | Gi              | Ve              | Sa              | Do              | Lu              | Ma              | Me              | Gi              | Ve              | Sa              | Do              | Lu              | Ma              | Me              | Gi              |                 |
| Agosto          | Ve              | Sa              | Do              | Lu              | Ma              | Me              | Gi              | Ve              | Sa              | Do              | Lu              | Ma              | Me              | Gi              | Ve              | Sa              | Do              | Lu              | Ma              | Me              | Gi              | Ve              | Sa              | Do              | Lu              | Ma              | Me              | Gi              | Ve              | Sa              | Do              |                 |
| Settembre       | Lu              | Ma              | Me              | Gi              | Ve              | Sa              | Do              | Lu              | Ma              | Me              | Gi              | Ve              | Sa              | Do              | Lu              | Ma              | Me              | Gi              | Ve              | Sa              | Do              | Lu              | Ma              | Me              | Gi              | Ve              | Sa              | Do              | Lu              | Ma              |                 |                 |
| Ottobre         | Me              | Gi              | Ve              | Sa              | Do              | Lu              | Ma              | Me              | Gi              | Ve              | Sa              | Do              | Lu              | Ma              | Me              | Gi              | Ve              | Sa              | Do              | Lu              | Ma              | Me              | Gi              | Ve              | Sa              | Do              | Lu              | Ma              | Me              | Gi              | Ve              |                 |
| Novembre        | Sa              | Do              | Lu              | Ma              | Me              | Gi              | Ve              | Sa              | Do              | Lu              | Ma              | Me              | Gi              | Ve              | Sa              | Do              | Lu              | Ma              | Me              | Gi              | Ve              | Sa              | Do              | Lu              | Ma              | Me              | Gi              | Ve              | Sa              | Do              |                 |                 |
| Dicembre        | Lu              | Ma              | Me              | Gi              | Ve              | Sa              | Do              | Lu              | Ma              | Me              | Gi              | Ve              | Sa              | Do              | Lu              | Ma              | Me              | Gi              | Ve              | Sa              | Do              | Lu              | Ma              | Me              | Gi              | Ve              | Sa              | Do              | Lu              | Ma              | Me              |                 |